# Битка код Мелитене
Битка код Мелитене одиграла се 1100. године између крсташке војске предвођене Боемундом Тарентским и Данишменда предвођеним Малик Газијем. Битка је део крсташких ратова и завршена је победом муслимана.

## Битка
Након формирања Кнежевине Антиохије, Боемунд је склопио савез са Јерменима из Киликије. Када је Малик Гази напао јерменски гарнизон, Боемунд им је пошао у помоћ. Малик Гази му је припремио заседу у којој су побијени готово сви крсташи. Боемунд је заробљен, заједно са Ричардом од Салерна. Овом битком прекинут је низ крсташких победа над муслиманима. Боемунд је ослобођен 1103. године нудећи владару Данишмена Малику Газију савезништво у борби против Алексија и Килиџа Арслана. Ова погодба донела је Малик Газију велике невоље. Килиџ Арслан га је назвао издајником ислама.